# Diana Rigg
Diana Rigg, nascuda Enid Diana Elizabeth Rigg DBE, (Doncaster, Yorkshire, 20 de juliol de 1938 - Londres, 10 de setembre de 2020) fou una actriu anglesa, coneguda per la seva interpretació d'Emma Peel en la sèrie anglesa de TV Els venjadors, i que ha rebut nombroses distincions al llarg de la seva carrera. Interpretà també Olenna Tyrell, la Reina d'Espines a la sèrie Game of Thrones.

## Biografia
Va néixer a Doncaster, al comtat de Yorkshire del Sud (Anglaterra). Quan tenia dos anys, la seva família es va mudar a Jodhpur, al nord-oest de l'Índia, on el seu pare, enginyer, va esdevenir administrador del Ferrocarril Estatal.
Rigg va viure a l'Índia fins als 8 anys. Llavors, va tornar a Anglaterra per continuar l'escola. Primer va assistir al col·legi Great Missenden al comtat de Buckinghamshire, i tres anys després es va canviar a Fulneck Girl's School a Pudsey, al comtat de Yorkshire, prop de la ciutat de Leeds.
Malgrat no estar interessada en els estudis, va anar a Fulneck, on es va sentir captivada per l'actuació, gràcies a la influència del seu avi que l'encoratjava a llegir llibres de T. S. Eliot, Shakespeare i de poetes anglesos.
Després de graduar-se a Fulneck, amb 17 anys, Rigg es va presentar el 1955 a una audició de la RADA (la Reial Acadèmia d'Art Dramàtic) de Londres. El 1957, va debutar amb la RADA en The Caucasian Chalk Circle (El cercle de guix caucasià). Va treballar dos anys en el teatre de repertori i també com a ajudanta del director d'escena.
El 1959 va signar un contracte de cinc anys amb la Reial Companyia de Shakespeare i va començar a guanyar reconeixement. Un dels seus primers papers va ser el d'Helena en A Midsummer Night's Dream (Somni d'una nit d'estiu) de Shakespeare. També va interpretar Cordelia en King Lear.
El 1969, va actuar novament com a Helena en la versió cinematogràfica de Somni d'una nit d'estiu, en la qual també van participar Helen Mirren, Judi Dench i Ian Richardson.

## Els venjadors(The Avengers)
Una vegada acabat el contracte amb la Companyia de Shakespeare cap a finals de 1963, es va presentar a una audició per al paper d'Emma Peel en la sèrie televisiva The Avengers (Els venjadors), produïda per la cadena ABC (Associated British Corporation), per a la qual va ser contractada.
El seu canvi a la televisió va ser molt criticat, ja que es va considerar que era una pèrdua de talent per al teatre. Però, malgrat això, Rigg va considerar que la televisió era un desafiament que havia d'afrontar.
El paper d'Emma Peel que Rigg va encarnar en la sèrie televisiva va canviar els patrons acostumats, ja que representava un nou tipus de dona, més liberal, independent i cerebral, i involucrada en el moviment feminista de finals dels seixanta. Cal destacar que la capacitat com a actriu de Diana Rigg, sumada a la seva aparença, va ser el veritable al·licient de la sèrie per a la teleaudiència d'aquesta època, i va tapar el seu gran amic i coprotagonista masculí, Patrick Macnee.
Amb Els venjadors, Rigg va obtenir un gran reconeixement, i va haver de fer front a una quantitat innombrable d'entrevistes, fans i sessions fotogràfiques que la incomodaven.
Després de 12 episodis en blanc i negre, va descobrir que guanyava menys que l'operador de càmera, per la qual cosa, en finalitzar la temporada en blanc i negre, va amenaçar els productors d'abandonar la sèrie si no li augmentaven la retribució. Rigg no sols va aconseguir una millor paga; sinó que també va obtenir més flexibilitat en les sessions d'enregistrament, perquè disposés del temps necessari per a actuar en el teatre, la qual cosa va fer participant novament en una producció de la Companyia de Shakespeare.
Els problemes de Rigg anaven més enllà dels problemes econòmics, ja que a causa del seu caràcter independent i autosuficient es portava malament amb els masclistes executius de l'ABC per no ser tractada adequadament, i per aquest motiu va intentar deixar la sèrie diverses vegades, però es va mantenir fins a arribar la temporada en color gràcies als consells del seu company i únic amic en l'equip, Patrick MacNee, que a més era el seu fidel i lleial amic i admirador.
Pel paper d'Emma Peel, Rigg va rebre dues nominacions per als Emmy com a millor actriu en sèrie dramàtica, el 1967 i 1968.
La sèrie va aconseguir també gran popularitat en els anys 60 en la televisió llatinoamericana.
Posteriorment a la sortida de la sèrie, l'ABC va intentar suplir la presència de Rigg amb Linda Thorson, la qual cosa va resultar un sonat fracàs.

## Carrera
Després de deixar la sèrie, Rigg va actuar en diverses pel·lícules, com The Assasination Bureau i com una noia Bond encarnant la comtessa Teresa di Vicenzo, "Tracy", l'esposa de James Bond, en la pel·lícula de 007 On Her Majesty's Secret Service, única protagonitzada per George Lazenby que, malgrat això, ha estat fèrriament preferit com a encarnació del personatge per un sector de fans. De fet, aquesta pel·lícula va ser la segona més reeixida en taquilla de 1969, només superada per la cèlebre Butch Cassidy and the Sundance Kid.
En els anys setanta, Rigg va participar en pel·lícules com The Hospital amb George C. Scott. També va intervenir com a Portia en la versió televisiva Julius Caesar de Shakespeare, amb Charlton Heston.
El 1973, va començar la seva pròpia comèdia a la televisió; però va ser retirada després de 13 episodis. En aquesta mateixa època va seguir actuant en el teatre, en què va obtenir dues nominacions al Premi Tony.
Durant la dècada dels vuitanta, Rigg va aparèixer en algunes pel·lícules i en la televisió, mentre que la seva carrera teatral anava quedant enrere. Només va actuar en el musical Collete el 1987.
Els anys noranta va tornar a l'escenari, en el Teatre Almeida d'Islington, i va recollir una successió d'èxits per la seva intervenció en obres com All for Love, Medea, Mother Courage (Mare Coratge i els seus fills) de Bertolt Brecht i Who's Afraid of Virginia Woolf (Qui té por de Virginia Woolf?). Va tornar també al cinema per actuar en pel·lícules com Moll Flanders i Rebecca.
El 1996, Rigg fou nominada al Premi Oliver, màxim guardó britànic d'interpretació teatral, i a finals del mateix any va rebre el premi London Evening Standard Drama, també de teatre, com a millor actriu pels seus papers en Mare Coratge i Qui té por de Virginia Woolf?.
Rigg va escriure dos llibres, l'un sobre el món del teatre, No Turn Unstoned: The Worst Ever Theatrical Reviews ('No es va deixar res sense apedregar: les pitjors crítiques teatrals de la història'); i l'altre, una col·lecció de poesia lírica anglesa, So to the Land ('Tan [dedicada] a la pàtria'). A la fi dels vuitanta, va ser nomenada comandanta de l'Imperi britànic i el 1994 va ser nomenada dame, el títol britànic femení equivalent a sir.
Rigg va ser cofundadora i directora d'United British Artists, l'associació britànica d'actors. A més, ha rebut distincions honoràries de les universitats de Stirling i Leeds pels seus mèrits d'interpretació en els escenaris i en les pel·lícules. L'any 2000 va rebre el Premi BAFTA, l'equivalent britànic dels Oscar, pel seu treball en Els venjadors.

## Vida personal
Diana Rigg va estar casada primer amb Menachem Gueffen entre 1973 i 1976. Posteriorment, amb el productor Archibald Hugh Stirling entre 1982 i 1990, i d'aquesta unió va néixer el 30 de maig de 1977 Rachael Atlanta Stirling, que també va seguir la carrera de la seva mare com a actriu.
Els últims anys de la seva vida estigué força allunyada de l'actuació i es dedicà principalment a la lectura i a la seva afició favorita: la pesca.

## Teatre
- 1959: The Caucasian Chalk Circle (Natasha Abashwilli)
- 1959: Othello
- 1959: Alls Well That Ends Well
- 1960: Merchant of Venice (El mercader de Venècia)
- 1960: A Winter's Tale
- 1960: The Duchess of Malfi (La duquessa d'Amalfi)
- 1961: The Devils (Philippe Trincant)
- 1961: Becket
- 1961: The Taming of the Shrew
- 1961: Troilus and Cressida (Troilos i Crèssida, com a Andròmaca)
- 1962: A Midsummer Night's Dream (Somni d'una nit d'estiu, com a Helena)
- 1962 - Macbeth (com a Lady Macbeth)
- 1962: King Lear (Cordèlia)
- 19?? - A Comedy of Errors (Adriana)
- 1968: Twelfth Night (Viola)
- 1970: Abelard and Heloise com a Eloïsa)
- 1971: Jumpers (Dolly)
- 1971 - Macbeth (com a Lady Macbeth)
- 1971: The Misanthrope (Celimene)
- 1974: Pygmalion (Eliza Doolittle)
- 1976: Phaedra Britannica (Phaedra)
- 1978: Night and Day
- 1982: Colette (Colette)
- 1985: Antony and Cleopatra
- 1987: Follies
- 1990 - All for Love (Cleòpatra)
- 1994: Medea (Medea)
- 1994: Phedre
- 1995 - Mother Courage (Mare Coratge)
- 1996 - Who's Afraid of Virginia Woolf?
- 1998 - Phedre and Britannicus (Colette)
- 1999 - Almeida (Britannicus)
- 2001 - Humble Boy
- 2001 - The Women
- 2002 - The Hollow Crown
- 2004 - Suddenly, Last Summer
- 2006 - Honour
- 2008 - Hay Fever
- 2008 - The Cherry Orchard
- 2011 - Pygmalion

## Filmografia

### Cinema
Filmografia:
- 1962 - Our Man in the Caribbean
- 1962 - Agent 007 contra el Dr. No
- 1968 - El somni d'una nit d'estiu (A Midsummer Night's Dream) (Helena)
- 1969 - The Assassination Bureau (Srta. Winters)
- 1969 - 007 al servei secret de Sa Majestat (On Her Majesty's Secret Service) (Tracy Vincenzo)
- 1970 - Julius Caesar (Portia)
- 1971 - Anatomia d'un hospital (The Hospital) (Barbara Drummond)
- 1973 - Teatre de sang (Edwina Lionheart)
- 1977 - Melodia nocturna (A Little Night Music) (Charlotte Mittelheim)
- 1981 - The Great Muppet Caper (Lady Holiday)
- 1982 - Mort sota el sol (Evil Under the Sun) (Arlena Marshall)
- 1987 - Blancaneu (La Reina Malvada, la malvada madrastra de Blancaneu)
- 1993 - Genghis Cohn (Frieda von Stangel)
- 1994 - Un bon home a l'Àfrica (A Good Man in Africa) (Chloe Fanshawe)
- 1998 - Parting Shots (Lisa)
- 2005 - Heidi (Àvia)
- 2006 - El vel pintat (Mare superiora)

### Novel·les i pel·lícules adaptades per a la televisió
- 1964: The Comedy of Errors (Adriana)
- 1965: Armchair Theatre: "The Hothouse"
- 1965: Blood & Thunder: Women Beware Women
- 1970: Saturday Night Theatre: "Married Alive" (Liz Jardine)
- 1975: In This House of Brede (Dame Phillipa)
- 1980: The Marquise (Eloise La Marquise de Casternell)
- 1982: Witness for the Prosecution (Christine Vole)
- 1982: Little Eyolf (Rita Allmers)
- 1984: King Lear (Regan)
- 1986: The Worst Witch (Srta. Hardbroom)
- 1987: Unexplained Laughter (Lydia)
- 1987: A Hazard of Hearts (Lady Harriet Vulcan)
- 1992: Mrs. Arris Goes to Paris (Sra. Colbert)
- 1994: Running Delilah (Judith)
- 1995: Danielle Steel's Zoya (Comtessa Eugènia)
- 1995: The Haunting of Helen Walker (Sra. Grose)
- 1996: The Fortunes and Misfortunes of Moll Flanders (Sra. Golightly)
- 1996: Samson and Delilah (Mara)
- 1997: Rebecca (Sra. Danvers)
- 1999: The Mrs. Bradley Mysteries: "The Speedy Death" (Sra. Adela Bradley)
- 1999: The American (Madame de Bellegarde)
- 2003: Murder In Mind

### Sèries televisives
- 1965: Els Venjadors, (Emma Peel)
- 1973: Diana (Diana Smythe)
- 19?? - Held In Trust - A Video Guide to Scotland (Presentadora)
- 1977: Three Piece Suite - sèries de sis parts (Artista principal)
- 1979: Oresteia - minisèrie (Kytamnestra)
- 1980: Mystery! (Amfitriona)
- 1981: Hedda Gabler
- 1985: Bleak House - minisèrie (Lady Dedlock)
- 1989: Mother Love - minisèrie (Helena Vesey)
- 1999: The Mrs. Bradley Mysteries (Sra. Adela Bradley)
- 2000: In the Beginning - minisèrie (Rebeccah adulta)
- 2001: Victoria and Albert - minisèrie (Baronessa Lehzen)
- 2013-2015: Game of Thrones - Olenna Tyrell (11 episodis)

### Aparicions en televisió com a artista convidada
- 1963: The Sentimental Agent - capítol: "A Very Desirable Plot" (Francy)
- 1964: The Comedy of Errors (Adriana)
- 1975: Morecambe & Wise Christmas, xou (com a ella mateixa)
- 1990: Road to Avonlea - capítol: "The Disappearance" (Lady Blackwell)
- 2013: Doctor Who - capítol: "The Crimson Horror" (Mrs. Gillyflower)

## Premis i nominacions

### Premis
- 1997: Primetime Emmy a la millor actriu en minisèrie o especial per Rebecca

### Nominacions
- 1967: Primetime Emmy a la millor actriu en sèrie dramàtica per The Avengers
- 1968: Primetime Emmy a la millor actriu en sèrie dramàtica per The Avengers
- 1972: Globus d'Or a la millor actriu secundària per The Hospital
- 1975: Primetime Emmy a la millor actriu en sèrie dramàtica per In This House of Brede
- 2002: Primetime Emmy a la millor actriu secundària en minisèrie o telefilm per Victoria & Albert
- 2013: Primetime Emmy a la millor actriu convidada en sèrie dramàtica per Game of Thrones
- 2014: Primetime Emmy a la millor actriu convidada en sèrie dramàtica per Game of Thrones
- 2015: Primetime Emmy a la millor actriu convidada en sèrie dramàtica per Game of Thrones